# FBC (漫画家)
FBC（エフビーシー、1982年7月29日 - ）は、日本の漫画家・イラストレーター。熊本県出身。ペンネームは「Fill in Blank Cartoon」の略。
2004年7月にマジキューコミックス（エンターブレイン）「ラグナロクオンラインアンソロジー12」でデビューして以降、コンピュータゲームのアンソロジーやテーブルトークRPGリプレイの挿画を中心に活動。2020年現在は主にアンソロジーに参加している。

## 主な作品
漫画
- ラグナロクオンライン －普遍の冒険と挑戦者－ 全1巻
- プリズム・アーク 全3巻
- スイーツどんぶり 全2巻

挿画
- ゲヘナ 〜アナスタシス〜（ジャイブ・integral）
- 鉄刃サザン（大迫純一、HJ文庫）

アニメーション
- エクスメイデン（キャラクターロボデザイン原案）